# Mosfilm

Panou indicator de intrare la studiourile Mosfilm (imagine din 2008)

Mosfilm (în rusă Мосфильм) este un studio de film rus fondat la Moscova în 1920. La căderea Uniunii Sovietice, Mosfilm avea peste 3000 de filme realizate, cele mai multe considerate clasice. 

## Filmografie selectivă
- 1934 Toată lumea râde, cântă și dansează (Весёлые ребята / Vesiolîe rebeata), regia Grigori Aleksandrov
- 1938 Alexandru Nevski, regia Serghei Eisenstein
- 1938 Volga-Volga, regia Grigori Aleksandrov

- 1941 Omul din Taiga (Paren iz taighi), regia Olga Preobrajenskaia și Ivan Pravov
- 1944 Mareșalul Kutuzov, regia Vladimir Petrov
- 1946 Colț alb, regia Aleksandr Zguridi
- 1946 Glinka (Глинка), regia Leo Arnștam
- 1947 Balada Siberiei (Сказание о земле Сибирской), regia Ivan Pîrev
- 1947 Misiunea distrugătorului Neistovîi (Повесть о «Неистовом»), regia Boris Babocikin
- 1947 Primăvara (Vesna), regia Grigori Aleksandrov
- 1947 Trenul merge spre răsărit (Поезд идёт на восток / Poezd idiot na vostok), regia Iuli Raizman
- 1948 Chestiunea rusă (Русский вопрос), regia Mihail Romm
- 1948 Trei întâlniri (Три встречи / Tri vstreci), regia Vsevolod Pudovkin și Aleksandr Ptușko

- 1950 Complotul condamnaților (Заговор обречённых), regia Mihail Kalatozov
- 1951 Cavalerul stelei de aur (Кавалер золотой звездy), regia Iuli Raizman
- 1951 Marele concert (Bolșoi konțert / Большой концерт), regia Vera Stroeva
- 1952 Azilul de noapte (На дне / Na dne), regia Аndrei Frolov
- 1952 Compozitorul Glinka (Композитор Глинка / Kompozitor Glinka), regia Grigori Aleksandrov
- 1953 Sadko (Садко / Sadko), regia Aleksandr Ptușko
- 1954 Boris Godunov (Борис Годунов / Boris Godunov), regia Vera Stroeva
- 1954 Chibritul suedez	(Шведская спичка / Șvedskaia spicika), regia Konstantin Iudin
- 1954 Romeo și Julieta (Ромео и Джульетта), regia Leo Arnștam
- 1955 Căderea Emiratului, regia Latif Faiziyev
- 1956 Balada voinicului (Илья Муромец / Ilia Muromeț), regia leksandr Ptușko
- 1956 Al 41-lea (Сорок первый), regia Grigori Ciuhrai
- 1956 Noapte de carnaval, regia Eldar Reazanov
- 1957 Luptătorul și clovnul (Борец и клоун / Boreț i cloun), regia Boris Barnet și Konstantin Iudin
- 1957 Verstele de foc	(Огненные версты / Ognennîe verstî), regia Samson Samsonov
- 1957 Zboară cocorii, regia Mihail Kalatozov
- 1958 Fata căpitanului (Капитанская дочка / Kapitanskaia docika), regia Vladimir Kaplunovski
- 1958 Fata cu chitara, regia Aleksandr Faințimmer
- 1958 Idiotul (Идиот / Idiot), regia Ivan Pîriev
- 1958 Marinarul îndrăgostit (Матрос с «Кометы» / Matros s „Kometî”), regia Isidor Annenski
- 1959 Fete de aceeași vârstă (Sverstnițî), regia Vasili Ordînski
- 1959 Inimă de mamă (Аннушка), regia Boris Barnet
- 1959 Nopți albe (Belîe noci), regia Ivan Pîriev
- 1959 Scrisoare neexpediată (Неотправленное письмо), Mihail Kalatozov

- 1960 Eugenie Grandet (Евгения Гранде / Evghenia Grande), regia Serghei Alekseev
- 1960 În întîmpinarea zorilor (Заре навстречу / Zare navstreciu), regia Tatiana Lukașevici
- 1960 Muzicantul orb (Слепой музыкант / Slepoi muzîkant), regia Tatiana Lukașevici
- 1960 Pescuitorii de bureți (Ловцы губок), regia Manos Zaharias
- 1961 Cazacii (Казаки), regia Vasili Pronin
- 1961 Cer senin (Cistoe nebo), regia Grigori Ciuhrai
- 1961 Pace noului venit (Мир входящему), regia Aleksandr Alov și Vladimir Naumov
- 1961 Pânze purpurii (Alîe parusa), regia Aleksandr Ptușko
- 1962 49 de zile în Pacific (49 дней), regia Ghenrih Gabai
- 1962 A treia repriză (Третий тайм / Treti taim), regia Evgheni Karelov
- 1962 Balada husarilor	(Гусарская баллада / Gusarskaia ballada), regia	Eldar Reazanov
- 1962 Copilăria lui Ivan titlu alternativ: Flăcări și flori (Ivanovo detstvo), regia Andrei Tarkovski
- 1962 Nouă zile dintr-un an (Девять дней одного года / Deveat dnei odnogo goda), regia Mihail Romm
- 1963 Pășesc prin Moscova (Я шагаю по Москве / Ia șagaiu po Moskve), regia Gheorghi Daneliia
- 1964 Bine ați venit (Добро пожаловать, или Посторонним вход воспрещён / Dobro pojalovat, ili Postoronnim vhod vosprejion), regia Elem Klimov
- 1964 Vii și morți (Живые и мёртвые/Jivîe i miortvîe), regia Aleksandr Stolper
- 1965 Dați-mi condica de reclamații (Daite jalobnuiu knigu), regia Eldar Reazanov
- 1965 Operațiunea Î (Операция «Ы» и другие приключения Шурика), regia Leonid Gaidai
- 1966 Bucătăreasa (Стряпуха / Streapuha), regia Edmond Keosaian
- 1966 Copiii lui Don-Quijote (Дети Дон Кихота / Deti Don-Kikhota), regia Evgheni Karelov
- 1966 Feriți-vă automobilul! (Берегись автомобиля), regia Eldar Reazanov
- 1966 Omul fără pașaport (Celovek bez pasporta), regia Anatoli Bobrovski
- 1967 Anna Karenina (Анна Каренина), regia Aleksandr Zarhi
- 1967 Povestea țarului Saltan (Сказка о царе Салтане/Skazka o țare Saltane), regia Aleksandr Ptușko
- 1967 Prizoniera din Caucaz (Кавказская пленница, или Новые приключения Шурика), regia Leonid Gaidai
- 1967 Război și pace (Война и мир), regia Serghei Bondarciuk
- 1968 Vițelul de aur (Золотой телёнок / Zolotoi telionok), regia Mihail Șveițer
- 1969 Frații Karamazov (Братья Карамазовы / Bratia Karamazovî), regia Ivan Pîriev
- 1969 Subiect pentru o schiță (Сюжет для небольшого рассказа), regia Serghei Iutkevici
- 1969 Un cuib de nobili (Дворянское гнездо), regia Andrei Koncealovski

- 1970 Ceaikovski (Ceaikovski / Чайковский), regia Igor Talankin
- 1970 Soarele alb al pustiului (Белое солнце пустыни/Beloe solnțe pustîni), regia Vladimir Motîl
- 1970 Unchiul Vania (Дядя Ваня/Diadia Vania), regia Andrei Koncealovski
- 1971 Iakov Bogomolov (Преждевременный человек), regia Abram Room
- 1971 Tinerii (Молодые / Molodîe), regia Nikolai Moskalenko
- 1972 Îmblânzirea focului (Укрощение огня / Ukroșcenie ognia), regia Daniil Hrabrovițki
- 1972 Pescărușul (Чайка), regia Iuli Karasik
- 1972  Solaris (Солярис / Solearis), regia Andrei Tarkovski
- 1974 Călina roșie (Калина красная/Kalina krasnaya), regia Vasili Șukșin
- 1974 Romanță despre îndrăgostiți (Романс о влюблённых / Romans o vliublionnîh) – regia Andrei Koncealovski
- 1975 Când vine septembrie... (Когда наступает сентябрь...), regia Edmond Keosaian
- 1975 Steaua fericirii captive (Звезда пленительного счастья / Zvezda plenitelnogo sceastia), regia Vladimir Motîl
- 1975 Șatra (Табор уходит в небо), regia Emil Loteanu
- 1975 Ultima jertfă (Последняя жертва/Posledneaia jertva), regia Piotr Todorovski
- 1976 Sclava iubirii (Раба любви), regia Nikita Mihalkov
- 1977 Dragoste și... statistică (Служебный роман), regia Eldar Reazanov
- 1977 Piesă neterminată pentru pianină mecanică (Неоконченная пьеса для механического пианино), Nikita Mihalkov

- 1980 Echipajul (Экипаж / Ekipaj), regia Aleksandr Mitta
- 1981 Agonia (Агония / Agonia), regia Elem Klimov
- 1981 Portretul soției pictorului (Портрет жены художника), regia Aleksandr Pankratov
- 1982 Bani grei (Бешеные деньги), regia Evgheni Matveev
- 1983 Jazz '20 (Мы из джаза), regia Karen Șahnazarov
- 1984 Fata fără zestre (Жестокий романс / Jestokii romans), Eldar Reazanov
- 1985 Noapte de iarnă la Gagra (Зимний вечер в Гаграх / Zimnii vecer v Gagrah), Karen Șahnazarov
- 1985 Vino și vezi (Иди и смотри / Idi i smotri), regia Elem Klimov (coop. cu Belarusfilm)
- 1987 Sonata Kreutzer (Крейцерова соната), regia Sofia Milkina și Mihail Șveițer